# 白雲石 (阿拉巴馬州)
白雲石（英語：Dolomite）是一個位於美國阿拉巴馬州傑佛遜縣的非建制地區。該地的面積和人口皆未知。

## 地理
白雲石的座標為33°27′46″N 86°57′41″W / 33.46278°N 86.96139°W，而該地的平均海拔高度為163米（即535英尺）。